# My2 Scorpii
My2 Scorpii (μ2 Scorpii, förkortat My2 Sco, μ2 Sco), som är stjärnans Bayerbeteckning, är en stjärna belägen i den södra delen av stjärnbilden Skorpionen. Den har en skenbar magnitud på +3,56 och är tillräckligt ljus för att vara synlig för blotta ögat. Baserat på parallaxmätningar befinner den sig på ett avstånd av 474 ljusår (ca 145 parsek) från solen.

## Egenskaper
My2 Scorpii är en blåvit underjätte av typ B med spektralklass B2 IV. Den har en radie som uppskattas till sju gånger solens radie och en massa som är nästan nio gånger solens massa. Den utstrålade energin från dess yttre atmosfär är  2,385 gånger solens ljusstyrka vid en effektiv temperatur på 23 113 K. My2 Scorpii är cirka 18,5 miljoner år gammal och roterar med en projicerad rotationshastighet på 58 km/s.
My2 Scorpii är medlem i undergruppen Upper Centaurus-Lupus av Scorpius-Centaurus-föreningen.